# Věznice v Česku
Věznice v České republice se rozdělují na vazební věznice, v nichž jsou drženi obvinění, kteří byli soudem vzati do vazby, a věznice, v nichž odsouzení vykonávají trest odnětí svobody. V současné době je v Česku 10 vazebních věznic a 25 věznic, jejichž ostrahu a správu provádí Vězeňská služba České republiky.
Muži jsou umísťováni odděleně od žen, obvinění odděleně od odsouzených. Zpravidla (v závislosti na kapacitních možnostech) by se měli dále odděleně umísťovat odsouzení recidivisté od prvotrestaných, odsouzení za nedbalostní trestný čin od odsouzených za úmyslný trestný čin, trvale pracovně nezařaditelní odsouzení, odsouzení s duševními poruchami a poruchami chování, jakož i odsouzení s uloženým ochranným léčením. Obdobná pravidla pro separování kategorií platí i u obviněných ve vazebních věznicích - význam má forma zavinění a závažnost stíhaného trestného činu. Dále se odděleně umísťují obvinění, u nichž je dána koluzní vazba a spoluobvinění, proti nimž je vedeno společné řízení.

## Typy věznic
Podle způsobu vnějšího členění, zajištění bezpečnosti a režimu výkonu trestu se věznice člení do dvou základních typů:
- 1. s ostrahou - tyto se dále vnitřně diferencují na oddělení:
  - s nízkým stupněm zabezpečení
  - se středním stupněm zabezpečení
  - s vysokým stupněm zabezpečení
- 2. se zvýšenou ostrahou

Do jednotlivých oddělení věznice s ostrahou jsou vězni umisťování dle míry vnějšího a vnitřního rizika.
Toto dělení bylo zavedeno zákonem č. 58/2017 Sb., kterým se mění zákon č. 40/2009 Sb., trestní zákoník, ve znění pozdějších předpisů, zákon č. 169/1999 Sb., o výkonu trestu odnětí svobody a o změně některých souvisejících zákonů, ve znění pozdějších předpisů, a další související zákony, který nabyl účinnosti dne 1. října 2017. Předtím se věznice dělily na 4 typy: s dohledem, s dozorem, s ostrahou a se zvýšenou ostrahou.
Zařazení odsouzeného do určitého typu věznice určuje soud v rozsudku, kterým rozhoduje ve věci samé o vině a trestu. Pokud s ohledem na konkrétní okolnosti (závažnost trestného činu, stupeň a povaha narušení odsuzované osoby) soud dospěje k závěru, že náprava bude lépe zaručena v jiném typu věznice, může se odchýlit od zákonných kritérií pro rozřazování odsouzených. V průběhu výkonu trestu soud rovněž rozhoduje o přeřazení odsouzených z jednoho typu věznice do druhého, a to na návrh odsouzeného, ředitele věznice, státního zástupce nebo i bez návrhu.
Vedle základních typů věznice jsou zřízeny i zvláštní věznice pro mladistvé. V rámci jednoho vězeňského zařízení lze zřídit i více oddělení různých typů. Ve vazebních věznicích lze zřídit oddělení pro výkon trestu odnětí svobody.

## Počet osob ve vazbě a ve výkonu trestu odnětí svobody
| Rok       | 1993   | 1994   | 1995   | 1996   | 1997   | 1998   | 1999   | 2000   | 2001   | 2002   | 2003   | 2004   | 2005   | 2006   | 2007   | 2008   | 2009   | 2010   | 2011   | 2012   | 2013   | 2014   | 2016   | 2017   | 2018   |
| --------- | ------ | ------ | ------ | ------ | ------ | ------ | ------ | ------ | ------ | ------ | ------ | ------ | ------ | ------ | ------ | ------ | ------ | ------ | ------ | ------ | ------ | ------ | ------ | ------ | ------ |
| Obvinění  | 7 810  | 8 828  | 8 000  | 7 887  | 7 736  | 7 125  | 6 934  | 5 967  | 4 583  | 3 384  | 3 409  | 3 269  | 2 860  | 2 399  | 2 356  | 2 312  | 2 360  | 2 443  | 2 613  | 2 183  | 2 308  | 2 185  | 1 907  | 1 809  | 1 800  |
| Odsouzení | 8 757  | 9 925  | 11 508 | 12 973 | 13 824 | 14 942 | 16 126 | 15 571 | 14 737 | 12 829 | 13 868 | 15 074 | 16 077 | 16 179 | 16 827 | 18 100 | 19 374 | 19 449 | 20 541 | 20 429 | 14 301 | 16 433 | 20 501 | 20 271 | 19 706 |
| Celkem    | 16 567 | 18 753 | 19 508 | 20 860 | 21 560 | 22 067 | 23 060 | 21 538 | 19 320 | 16 213 | 17 277 | 18 343 | 18 937 | 18 578 | 19 183 | 20 502 | 21 734 | 21 900 | 23 154 | 22 612 | 16 609 | 18 658 | 22 481 | 22 159 | 21 591 |

Stavy vězněných osob jsou uvedeny k 31. prosinci příslušného roku (od roku 2010 celkové stavy včetně chovanců v detenčních ústavech).
S 219 vězni na 100 000 obyvatel je ČR na 64. místě ve světě.